# Песчаное (Курская область)
Песчаное — село в Беловском районе Курской области. Административный центр Песчанского сельсовета.

## География
Село находится на реке Псёл, в 82 км к юго-западу Курска, в 4,5 км к северо-западу от районного центра — Белая.
Улицы
В селе улицы: Горняя, Лесная, Луговая, Мирная, Нижняя, Садовая, Средняя, Холодная Гора, Центральная, Школьная.
Климат
В селе Песчаное умеренный (влажный) континентальный климат без сухого сезона с тёплым  летом (Dfb в классификации Кёппена).
| Показатель                                                                   | Янв. | Фев. | Март | Апр. | Май  | Июнь | Июль | Авг. | Сен. | Окт. | Нояб. | Дек. | Год  |
| ---------------------------------------------------------------------------- | ---- | ---- | ---- | ---- | ---- | ---- | ---- | ---- | ---- | ---- | ----- | ---- | ---- |
| Средний суточный максимум, °C                                                | −3,6 | −2,4 | 3,7  | 13,5 | 19,9 | 23,2 | 25,7 | 25,1 | 18,7 | 11   | 3,8   | −0,8 | 11,5 |
| Средняя температура, °C                                                      | −5,7 | −5   | −0   | 8,7  | 15,2 | 18,8 | 21,3 | 20,5 | 14,4 | 7,6  | 1,5   | −2,7 | 7,9  |
| Средний суточный минимум, °C                                                 | −8,2 | −8,2 | −4,1 | 3,2  | 9,5  | 13,4 | 16,2 | 15,3 | 10,1 | 4,2  | −0,7  | −4,9 | 3,8  |
| Норма осадков, мм                                                            | 51   | 43   | 49   | 49   | 62   | 69   | 70   | 52   | 54   | 54   | 46    | 49   | 648  |
| Источник: Погода по месяцам c ru.climate-data.org(дата обращения: Июнь 2021) |      |      |      |      |      |      |      |      |      |      |       |      |      |

## Население
| 2002 | 2010  | 2012 | 2013  | 2014 | 2015 | 2016 |
| ---- | ----- | ---- | ----- | ---- | ---- | ---- |
| 1168 | ↘1028 | ↘987 | ↗1005 | ↘987 | ↘968 | ↘951 |
| 2017 | 2018  | 2019 | 2020  | 2021 |      |      |
| ↘928 | ↘906  | ↘892 | ↘881  | ↗993 |      |      |

## Инфраструктура

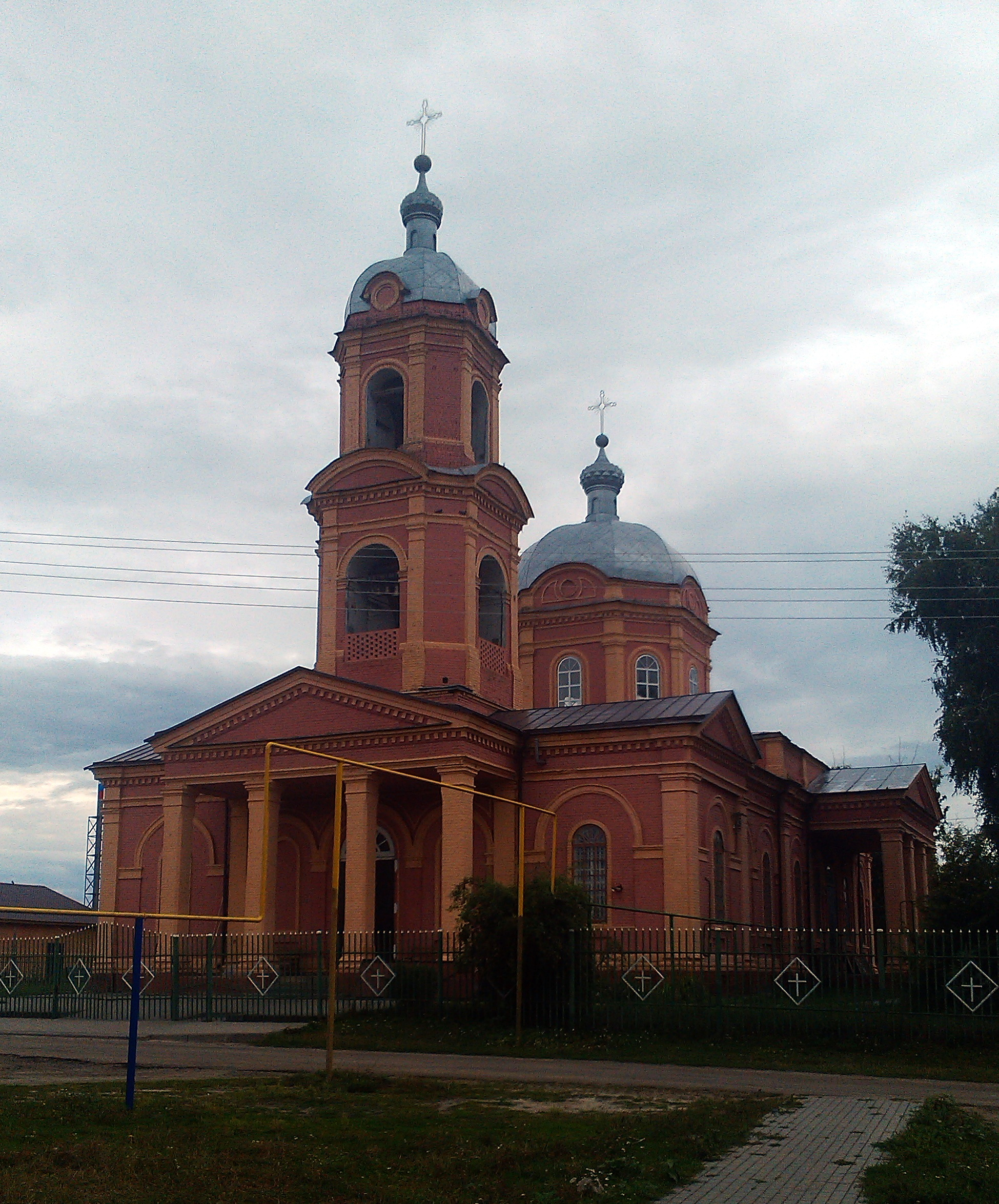
Храм Параскевы Пятницы в Песчаном

Личное подсобное хозяйство. Песчанская Средняя Общеобразовательная школа.

## Транспорт
Песчаное находится в 7 км от автодороги регионального значения 38К-028 (Обоянь — Суджа), на автодороге 38К-029 (38К-028 — Белая), в 3 км от автодороги межмуниципального значения 38Н-010 (Белая — Кривицкие Буды), в 6 км от ближайшей ж/д станции Псёл (линия Льгов I — Подкосылев). Остановка общественного транспорта.
В 80 км от аэропорта имени В. Г. Шухова (недалеко от Белгорода).

## Достопримечательности
- Церковь великомученицы Параскевы Пятницы (1890 г.)[17]